# Дашкевич, Евстафий Иванович

Герб «Лелива» Евстафия Дашкевича

Евста́фий Ива́нович Дашке́вич (Дашкович) также Остап Дашкевич (укр. Оста́фій Дашке́вич; 1470, Овруч — 1536) — волынский дворянин, казацкий атаман, староста черкасский, каневский и кричевский с 1529 года, один из организаторов и первых атаманов Войска Запорожского, некоторыми историками считается первым кошевым атаманом Запорожья, сподвижник первого гетмана Предслава Ланцкоронского.
По некоторым известиям происходил из простонародья, в другом источнике указан как дворянин по происхождению, внук князя Дашка, Данила Борисовича Глинского, от которого его род получил прозвище и фамилию Дашковичи (Дашкевичи), троюродный брат матери русского царя Ивана Грозного, Елены Глинской. Отстроил Чигирин.

## Жизнеописание
Евстафий (Остап, Остафий) Дашкевич (Дашкович), представитель шляхетского западнорусского рода герба «Лелива», родился в городе Овруче рядом с современным полесским заповедником, на границе современных Украины и Белоруссии. Евстафий получил или купил должность старосты в городе Кричеве на реке Сож.
Дашкевич получил должность старосты в Черкассах. В те времена старосты в пограничных районах формально являлись наместниками великого князя, а в действительности же — всевластными господами в своих староствах. Евстафий был крайне сребролюбивым и жестоким человеком. Он заставлял жителей «работать на себя каждый день, возить дрова, косить сено, тянуть сеть». Кроме перечисленного Дашкевич «замышлял и иншие работизны, чего они пред тем с продков (предков) своих не повинни були робити». Дашкевич отбирал у рыбаков и охотников половину добычи, назначал выгодные для себя цены на казацкие товары, наконец, захватил у казаков уходы на первых пяти днепровских порогах («то дей все пан Остафій себе привлащил»).
В русских летописях Дашкевич впервые упоминается в 1501 году в качестве воеводы великого князя Александра Ягеллончика и участника разгромной для ВКЛ Ведрошской битвы. Через год значился наместником кричевским и, согласно жалобам на него князя Петра Ряполовского, потворствовал своим людям грабить русские деревни. В том же году состоял в войске ВКЛ, которое потерпело поражение в битве под Мстиславлем.
В 1504 году Дашкевич со многими литовскими дворянами бежал в Москву и поступил на службу к великому князю Ивану III. В 1508 году великий князь Василий III послал его с 20-тысячным войском на помощь восставшему в Литве князю Михаилу Глинскому. После неудачного исхода предприятия Глинского, при посредничестве князя Константина Острожского, изменившего Василию III, Дашкевич также передался королю Сигизмунду I и был назначен старостой черкасским и каневским. Им он и оставался до своей смерти. В обязанности старост входила в то время забота об охранении границ от крымскотатарских набегов.

### Вклад в управление и оборону Малой Руси
Остап сделал неоценимый вклад в реорганизацию управления и обороны малорусских земель. Именно он начал в XVI веке организовывать систему деревянных крепостей (сечей) на Днепре под юрисдикцией Речи Посполитой, которые потом в связи с неадекватной политикой центральной власти в Варшаве вынуждены были перейти на полное самоуправление, под юрисдикцию Войска Запорожского. Постройка этих крепостей позволила обеспечить защиту множества населенных пунктов (городов, сёл, местечек) в которых мирно трудилось многонациональное население Поднепровья того времени — то есть фактически территорий возникавшего Войска Запорожского. Войско с самого начала комплектовалось из жителей этих территорий, дружинников и бояр князя Евстафия и его родичей, обеспечивало законность и порядок, выполняло кроме оборонительных и другие административные и государственные функции, например занималось постройкой церквей и монастырей — образовательных, здравоохранительных и социальнообеспечивающих центров того времени.
Дашкевич был владельцем поместья на левом берегу Днепра, ныне входящего в состав Киева и известного под названием Воскресенка. Своё название местность получила благодаря тому, что Дашкевич подарил её Киевской Воскресенской церкви (что севернее Братского монастыря на Подоле). До того, как получить название Воскресенская слобода, местность была наследным владением киевского князя-наместника Семёна Олельковича (из рода Гедиминовичей, 1420—1470), чья младшая дочь княжна Олелька Семёновна была выдана матерью, Марией Яновной Гаштольд замуж за князя Константина Острожского, на чьей службе и находился Дашкевич. После смерти Семёна Олельковича Киевское княжество было упразднено и воеводой стал брат вдовы — Мартин Гаштольд, что вызвало недовольство киевлян.

### Вклад в развитие казачества
Историк Дмитрий Яворницкий в своей «Истории запорожских казаков» отмечал, что до Дашкевича запорожские казаки представляли собой не более чем пограничную стражу, состоявшую под главным ведением воевод и второстепенных старост литовско-русских пограничных замков и городов. Популярнейшим из старост Предславу Лянцкоронскому и, особенно, Дашкевичу, выпала первая роль если не организовать казацкое сословие, как утверждают польские писатели Несецкий, Старовольский, Зиморович и немецкий историк Энгель, то по крайней мере сплотить его в одно целое. При них ядром запорожского казачества сделались города Черкассы и Канев, а вскоре после них казачество, постепенно увеличиваясь в своей численности, заняло Киевщину, Черниговщину, Полтавщину и южную часть Подолья.
Тот же Яворницкий утверждал, что Дашкевич был новатором в вооружении казацких полков. Это он «ружьями, как и саблями казаков первым в 1511 году вооружил». До этого казаки имели на вооружении укороченные копья, луки и стрелы, которыми владели искусно и наводили ужас на врагов. Дашкевич стал одним из первых предводителей казачества Черкащины. Это уже потом были запорожские казаки, а до того все они звались «черкассами». Это название сохранялось вплоть до времён Богдана Хмельницкого.
Вместе с татарами Мехмед-Гирея Дашкевич принял участие в крымском походе на Москву 1521 года, участвовал в осаде Переяславля-Рязанского. В 1523 году был сам захвачен татарами в плен, но через некоторое время бежал. В 1528 году черкасские и каневские казаки во главе с хмельницким старостой Лянцскоронским и Дашкевичем принимали участие в набеге на турецкий город Очаков.
В 1531 году на Черкассы совершил нападение крымский царевич Саадет-Гирей. Дашкевич мужественно оборонял черкасский замок, пока татары не отступили. В 1533 году представил на Пётрковском сейме специальный проект защиты границ Литвы от татарских вторжений, в котором предлагал соорудить на одном из днепровских островов крепость с отрядом в две тысячи казаков, который бы препятствовал переправам татар через Днепр. Проект был одобрен, но не осуществлён. Неоднократно совершал нападения на русские приграничные города и селения и вёл борьбу с низовыми (Запорожскими) казаками. Во время русско-литовской войны 1534—1537 годов участвовал в составе польско-литовского войска под командованием гетманов Радзивилла и Тарновского в осаде Стародуба, при этом погибло 13 тысяч жителей. Умер в 1536 году.

### Дашкевич в «Истории Малороссии»
«И едва только Острожский, под предлогом осмотра войск, приблизясь к границам Литвы, оставил Россию, Дашкович по его следам ушёл к Сигизмунду. Лянцкоронский, Немирович, и вероятно, более всех Острожский помогли ему при Короле; он пришёл на острова Днепровские к тамошним разсеянным воинам и застал их неустроенными: они переходили с места на место и не имели никакого постоянного образования; едва он к ним появился, его избрали Кошевым, и он стал для Татар опаснейшим врагом и истребителем. Тотчас разделил своих воинов на сотни и полки; но козаков было тогда весьма немного: в 1532 году их считалось не более 2000, в 1535 до 3000. Вооружив каждого ружьём и саблею, Дашкович избрал из них начальников, и ввёл подчинённость, сходную с древнею Римскою. Презрение к жизни, перенесение всех трудностей, слепое повиновение начальству во время войны, равный делёж добычи и свободный выбор начальников были главные законы в этом новоустроенном войске. А между тем Сигизмунд позволил им устраивать хутора выше порогов, и дал Дашковичу во владение Канев и Черкасы. Иные Историки говорят, что Сигизмунд позволил им построить город Черкасы; но это ошибка. Боплан жил сто лет после Дашковича и называл этот город весьма древним; вероятно, его Дашкович только оправил. Кроме того, козакам даны были земли и угодья по обеим сторонам Днепра и между рек: Конской, Самары, Кальмиуса, Ташлыка и Буга».